# Landtagswahlkreis Duisburg V
Der Landtagswahlkreis Duisburg V war ein Landtagswahlkreis in Nordrhein-Westfalen. Er umfasste den nördlichen Teil Duisburgs. Zur Landtagswahl 2005 verlor Duisburg einen Wahlkreis, Duisburg V wurde aufgelöst und sein Gebiet vom Landtagswahlkreis Duisburg IV übernommen.

## Wahlkreissieger
| Jahr | Wahlkreisname       | Gebiet                                       | Direktmandat      | Partei |
| ---- | ------------------- | -------------------------------------------- | ----------------- | ------ |
| 1947 | 73 Duisburg-Hamborn | Teile von Duisburg                           | Robert Stahl      | SPD    |
| 1950 | 73 Duisburg-Hamborn | Teile von Duisburg                           | Robert Stahl      | SPD    |
| 1954 | 73 Duisburg-Hamborn | Teile von Duisburg                           | Eberhard Brünen   | SPD    |
| 1958 | 73 Duisburg V       | Teile von Duisburg mit Hamborn               | Eberhard Brünen   | SPD    |
| 1962 | 73 Duisburg V       | Teile von Duisburg mit Hamborn               | Hermann Spillecke | SPD    |
| 1966 | 76 Duisburg V       | Teile von Duisburg mit Hamborn               | Anton Riederer    | SPD    |
| 1970 | 76 Duisburg V       | Teile von Duisburg mit Hamborn               | Anton Riederer    | SPD    |
| 1975 | 76 Duisburg V       | Teile von Duisburg mit Hamborn               | Anton Riederer    | SPD    |
| 1980 | 70 Duisburg V       | Stadtbezirke Hamborn und Walsum              | Anton Riederer    | SPD    |
| 1985 | 70 Duisburg V       | Stadtbezirke Hamborn und Walsum              | Friedrich Hofmann | SPD    |
| 1990 | 70 Duisburg V       | Stadtbezirke Hamborn und Walsum              | Johannes Pflug    | SPD    |
| 1995 | 70 Duisburg V       | Stadtbezirke Hamborn und Walsum              | Johannes Pflug    | SPD    |
| 2000 | 70 Duisburg V       | Stadtbezirke Hamborn und Walsum ohne Neumühl | Heinz-Peter Gasse | SPD    |